# 艦橋

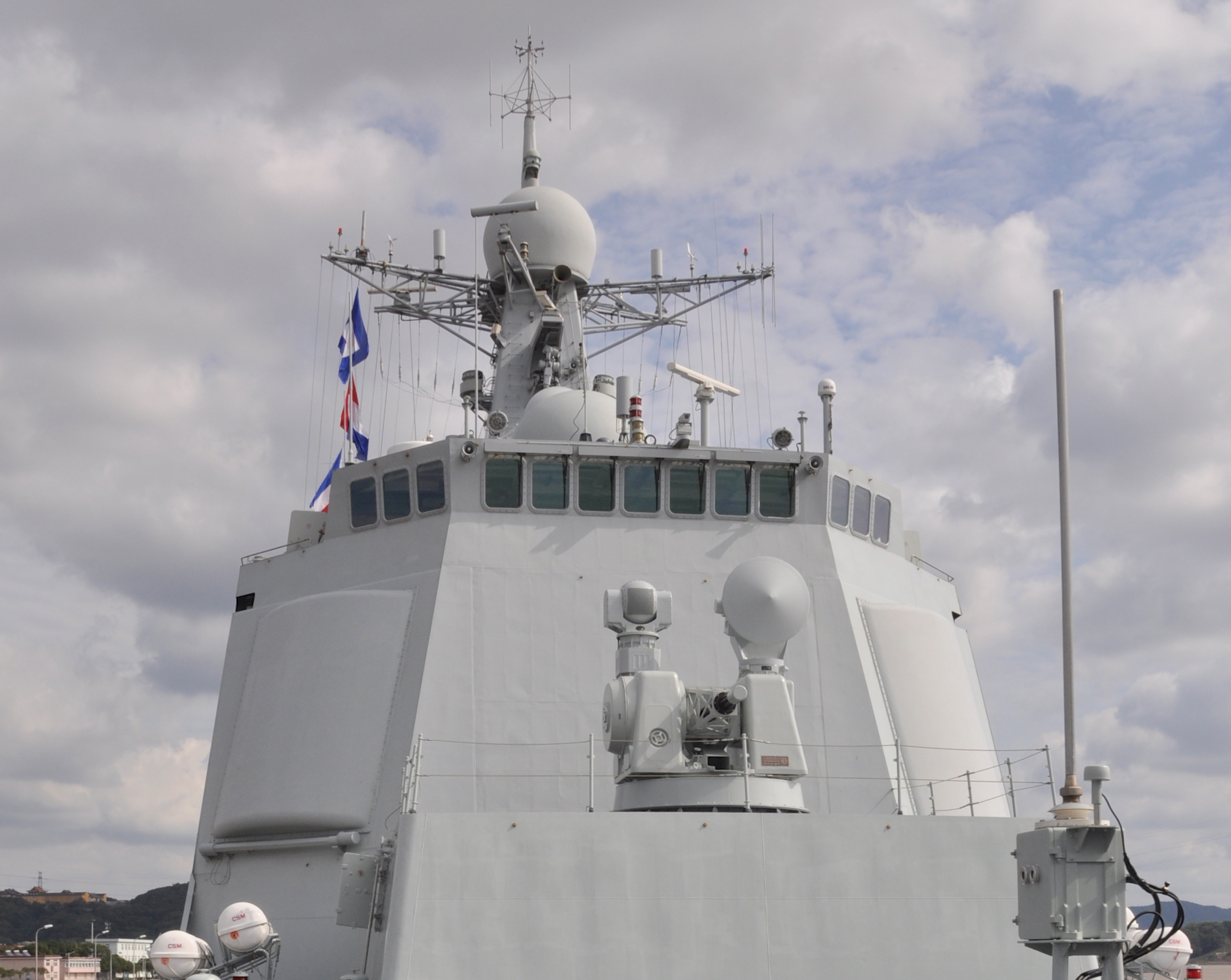
052C型驱逐舰济南舰中央的舰桥

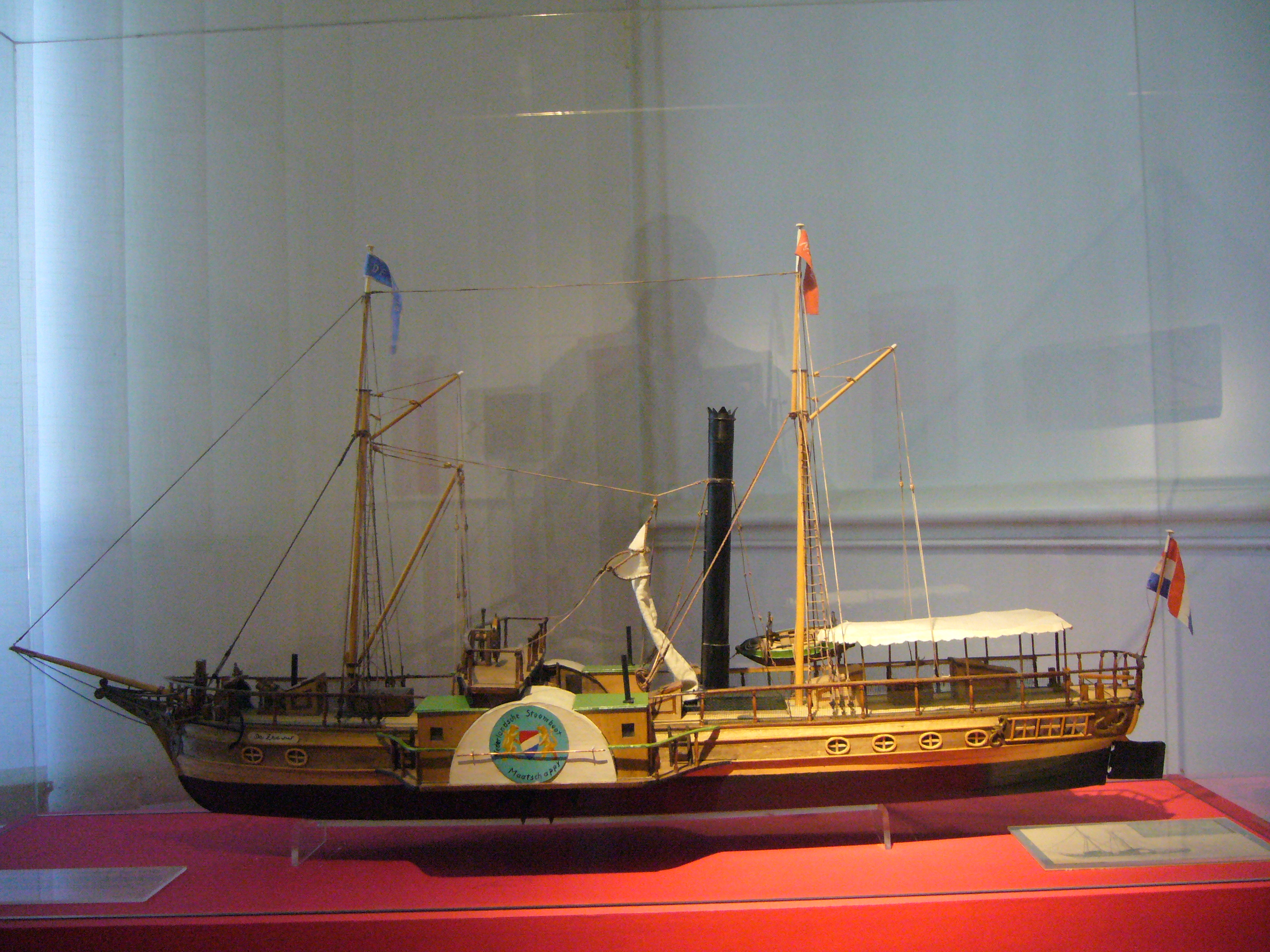
外輪船時代連接兩輪的橋狀物

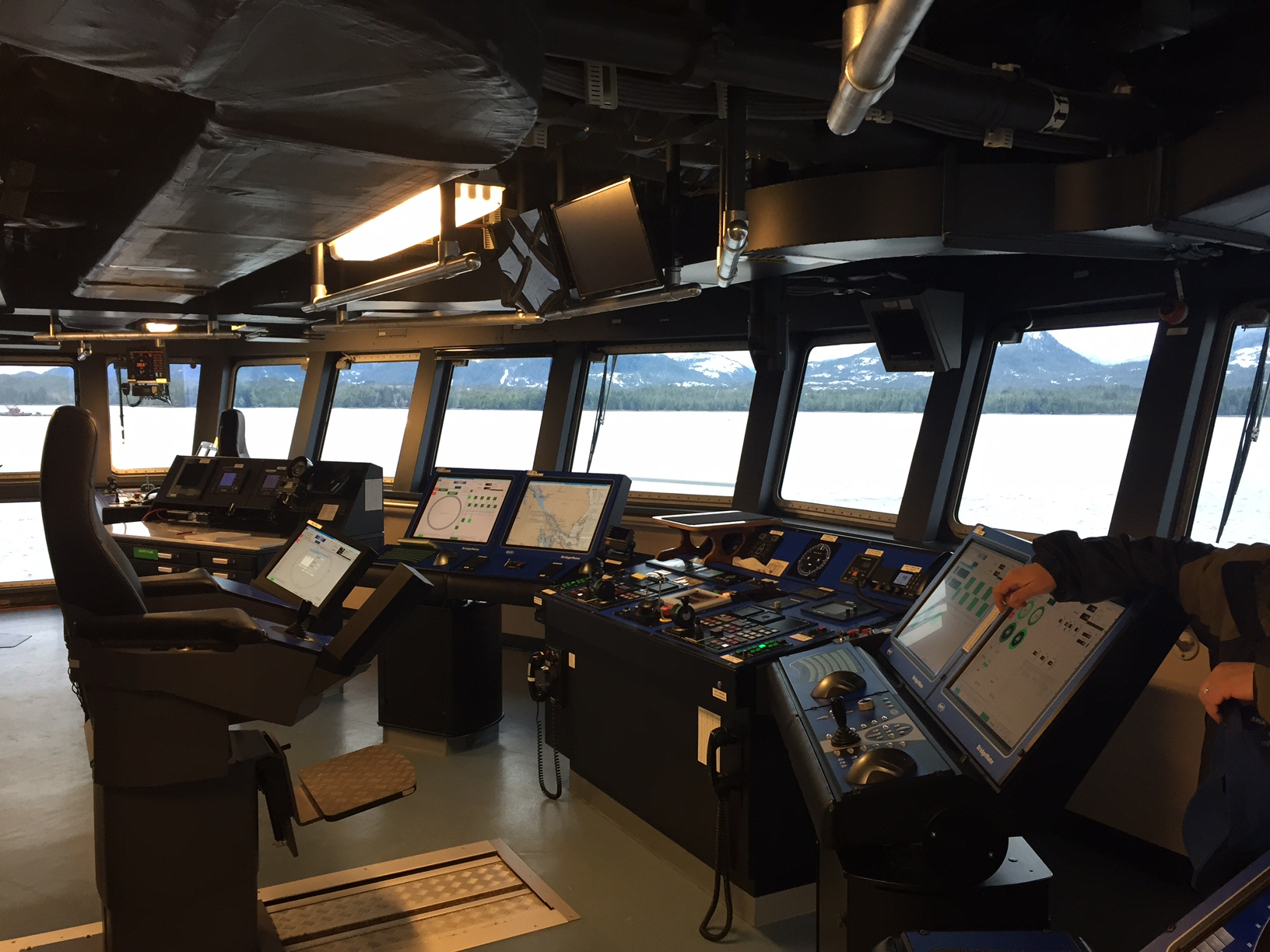
電腦化艦橋

艦橋指船艦的指揮駕駛室，船隻的主要設備控制介面都集中在艦橋，同時也是船長和大副、舵手等主要人員所在位置，大型船隻上24小時有人輪班。
木鐵帆船時代最主要操作設備是舵輪，而最適位置就在船後方的舵正上方，所以艦橋也位居此處，但當時並無艦橋這一名稱，汽船時代透過機械電氣操控，艦橋位置可以在任意一處，所以居船中央或前方也都常見，以獲得更好視野。
艦橋之名的由來則是來自外輪船蒸汽船時代，兩大外輪居左右兩側，橫在船中央連接的橋狀物成為視野最佳和機械裝置最佳設立處，指揮中心於是設在此得到艦橋名稱。現代許多高科技化的戰艦中有大量雷達和武器的判讀操作設備，所以有另設戰情中心於船身中下層防禦較好處的情況，船長可在此值勤，此時上部瞭望較好的艦橋反而居次要功能，只有駕駛能力。而在一些大型船艦例如航母上甚至有雙艦橋設計，以防一處被毀時可以轉移。
許多近代軍事船艦有指揮航行駕駛以外的需要，艦橋也會依任務分開設置。有些擔任旗艦的戰艦有雙層艦橋，上層視野較佳的作為指揮本船事務的航行艦橋，下層保護較佳之處作為對外聯絡的旗號艦橋，可供艦隊司令規劃協調其他船艦共同作業。在單艦島的航母上有不同設計，上層對空或對後方視野較好的艦橋用於航空交通管制與飛行甲板指揮之用，而中層或對前方視野較好的艦橋則作為指揮本船事務的航行艦橋，下層則作為艦隊聯絡的旗號艦橋。在雙艦島的航母上，後方艦島上的艦橋主要用於航管與飛行指揮，而前方艦島上的雙層艦橋有上層的本船航行艦橋與下層的艦隊旗號艦橋。

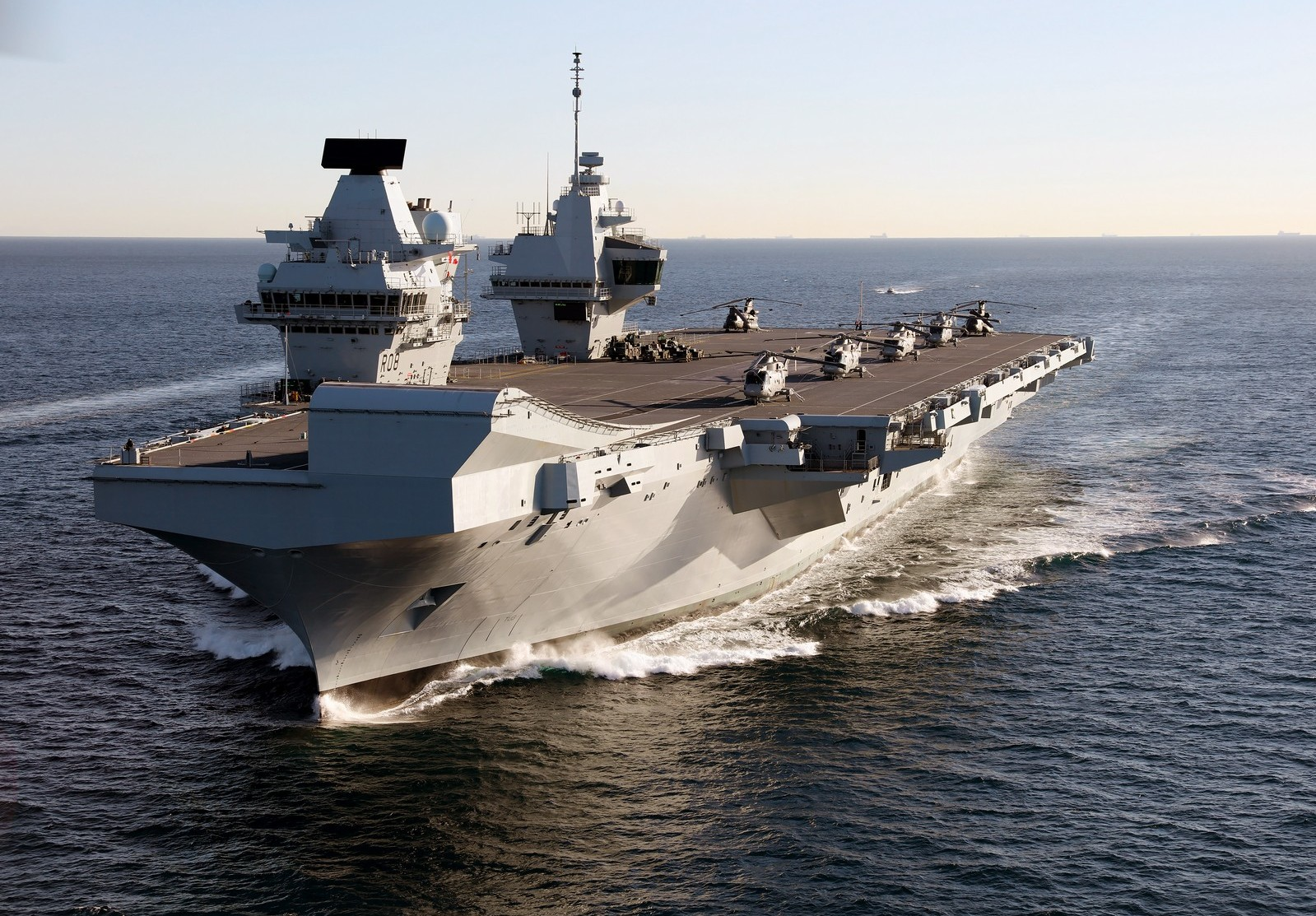
伊麗莎白女王號航空母艦雙艦島上的艦橋